# Андрій (Бачинський)
Андрій Федорович Бачинський (14 листопада 1732 (за старим стилем), с. Бенятіна, нині Словаччина — 19 грудня 1809, Ужгород) — церковний греко-католицький діяч, публіцист, просвітитель. Єпископ Мукачівський (5 серпня 1772—19 листопада 1809 рр.).

## Становлення
Андрій Бачинський народився 14 (за іншими даними — 24) листопада (за ст. стилем) 1732 року  в с. Бенятин Ужанської жупи (тепер у Словаччині). Його батько був священником, походив зі шляхетського роду галицьких переселенців [Архівовано 24 жовтня 2013 у Wayback Machine.]. Спершу навчався в Ужгородській гімназії. 1756 року був висвячений на священника, після чого єпископ Мануїл Ольшавський скерував Бачинського для продовження освіти у Трнавській семінарії, де 1758 року молодий священник став доктором богослов'я, причому отримав право відправляти літургію як за східним, так і за західним обрядом. За роки навчання він вивчив багато мов.
Своє служіння розпочав помічним душпастирем у Гайдудорозі. 1761 року Бачинський став там парохом. Молодий священник веде метрики церковнослов'янською, листування зі світською владою — угорською, з церковними — латиною та руською (староукраїнською). Єпископ Ольшавський наближує до себе освіченого пароха, запрошує для обговорення конфіденційних питань, пов'язаних із визнанням єпархії.
1768 року новий владика Іван Брадач почав реорганізацію Мукачівського єпископства. Андрій Бачинський стає одним з чотирьох членів капітули (єпархіального управління). 1769 року він супроводжує І. Брадача на перемовинах з Ягерським архієпископом К. Естергазі, які закінчилися безрезультатно. І. Брадач хотів навіть відмовитися від посади, але А. Бачинський відрадив від цього: «Всякий єпископ у Божій Церкві наче той шкіпер, що під час негоди повинен бути готовий і загинути враз з кораблем!» При повсякчасній підтримці співробітника І. Брадач продовжив боротьбу з «могутнім Естергазієм», що й наблизило його передчасну кончину 1772 року, коли він, за висловом М. Лучкая, «помер на 39-му році життя, як жертва за Русько-католицьку церкву».

## На чолі національно-церковного відродження
1770 року саме А. Бачинський як генеральний вікарій іде до імператриці Марії-Терезії домагатися усамостійнення Мукачівської єпархії. У Відні з ним спершу ніхто не хотів говорити. Лише через два місяці він зміг привернути до себе двох цісарських радників К. Плюмегена і Ф. Голлера, через яких передано меморандум для імператриці. Стараннями Плюмегена 1 квітня 1770 року відбулася аудієнція А. Бачинського при дворі. Саме на цій зустрічі єпископ переконав Марію-Терезію створити окрему єпархію для наших предків. Після наради 12 травня з міністрами імператриця звернулася до Папи Римського Климента XIV з відповідним поданням. 17 листопада Папа дав свою принципову згоду. Остаточне оформлення єпархії відбулося 19 вересня 1771 року.
1772 року А. Бачинського з посади дорогського пароха і генерального вікарія призначено главою Мукачівської єпархії, якою він керував 36 років. Урочиста церемонія висвячення відбулася в травні 1773 року в імператорській каплиці Відня у присутності Марії-Терезії. Вона особисто подарувала новому владиці відповідні регалії — митру, сакос, перстень і хрест. Після церемонії імператриця наділила єпископа особливими правами, надала йому великий маєток на утримання єпископату. Згодом історик М. Лучкай писав про свого покровителя: «Андрій Бачинський був настільки освіченим і таким знавцем, людиною такої моральної чесноти і таким активним, що зміг подолати і найважчі справи, здобув до себе таку велику любов не тільки в єпархії, а й за її межами, як перед усією громадою, так і перед королівськими величностями, що після смерті Йоана Брадача був не лише затверджений на єпископську кафедру, а й згодом дістав титул високопреподобного, власне таємного радника її величності. Під його керівництвом ця єпархія набула нової форми правління».

## Мистецтво політики

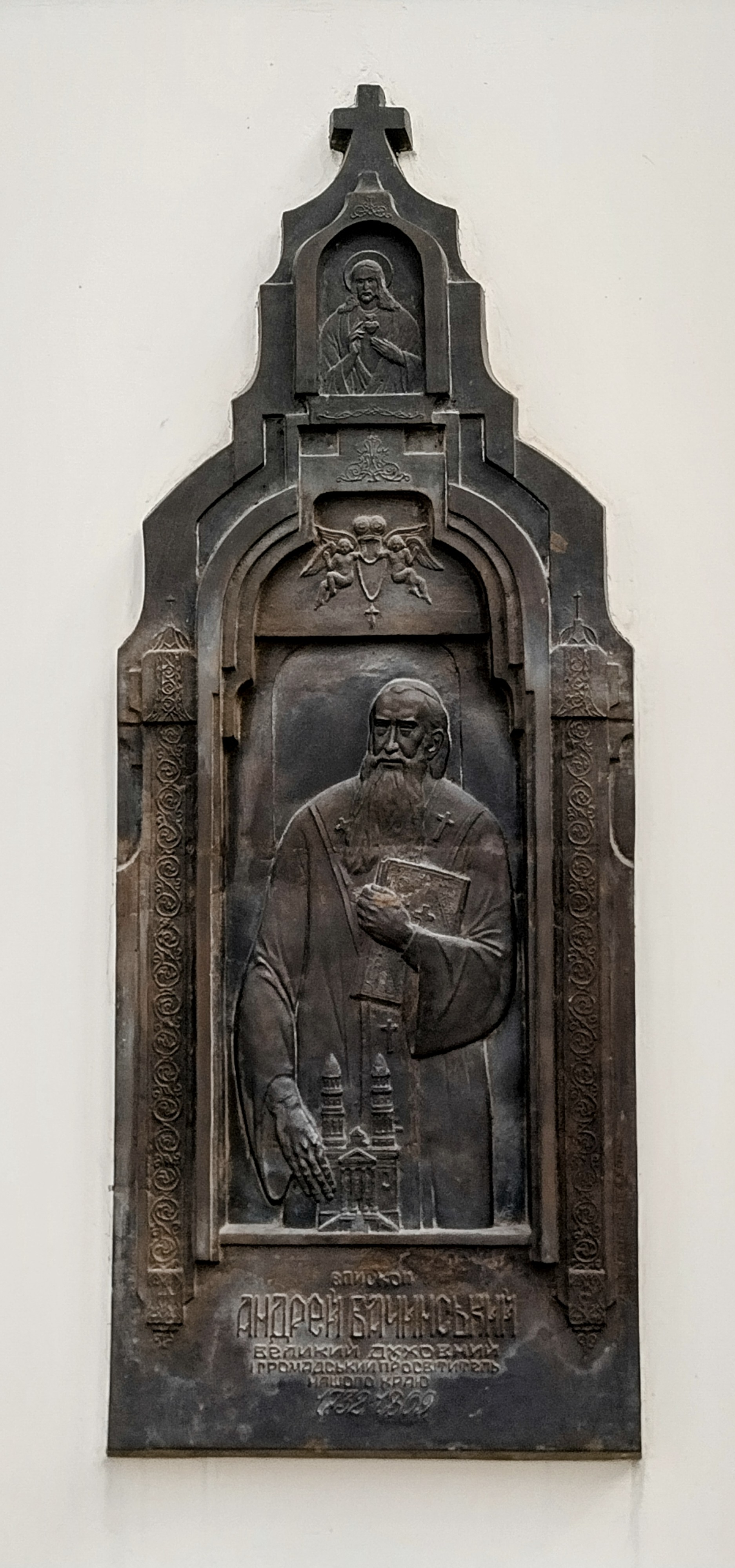
Меморіальна таблиця Андрію Бачинському на фасаді Ужгородського кафедрального собору

З перших же днів правління А. Бачинському довелося опановувати складне мистецтво політики. Угорський клір спершу підтримував його, йому навіть запропонували з греко-католицького єпископа стати латинським примасом Угорщини, але Бачинський категорично відмовився. Натомість він почав реорганізацію адміністративних структур єпархії, зміцнював її матеріальну базу. Указом імператриці єпархія одержала в дарунок Ужгородський єзуїтський монастир з костелом для владичої резиденції.
1 серпня 1775 року урядовець Ужанського комітату Міхай Еорі передав по акту А. Бачинському в присутності членів комісії і каноніків єзуїтську колегію, церкву при ній, єзуїтську бібліотеку й Ужгородський замок. 3 грудня 1778 року до замку перенесено з Мукачева богословську школу, засновану ще єпископом М. Ольшавським 1744 року. А. Бачинський реорганізував її в духовну семінарію з чотирирічним строком навчання, відкрив для семінаристів доступ до власної бібліотеки. Пізніше при семінарії відкрито підготовчу школу-інтернат «Алумнеум», теж розраховану на чотири роки навчання.
За саном А. Бачинський посідає високе місце в державі. 1777 року він стає дійсним внутрішнім таємним радником, 1778 року входить до верхньої палати сейму. Там він зумів відстояти права греко-католицького духовенства нарівні з католицьким та реформатським. Він домігся звільнення своїх священників від військової повинності та податків. Але найбільшим політичним успіхом став закон про захист греко-католицького духовенства від свавілля поміщиків.

24 лютого 1778 року у селі Костіл А. Бачинський підписав із заступником голови Угорської намісницької ради (іншими словами — віце-прем'єром Угорщини) графом П. Фештетичем угоду про державну підтримку священників Марамороської жупи. У травні таку ж угоду підписано з графом Шонборном по Березькій жупі. 19 червня це зроблено і по Ужанській жупі. Священники отримали право на стандартний земельний наділ у 12 кадастральних угрів, а дяки — на половину його. З духовних осіб не бралася плата за випасання їхньої худоби. Ремонт і облаштування храмів здійснювались за рахунок казни. Для школи і хати вчителя безкоштовно виділялися дрова. Найтяжче було поширити такий порядок і на Угочанську жупу (Виноградівщину), але поступово домоглися і цього. За А.Бачинського єпархія значно зміцнюється, налічуючи в своєму складі 60 пресвітерств і 729 парафій. На особисте прохання владики Марія-Терезія 1776 року подарувала єпископству маєток в с. Тополиця під угорським містом Мішкольц, що давав щороку прибуток у 12 тисяч форинтів (до цього на єпископство виділялося 5 тисяч). З огляду на великі розміри єпархії і для покращення управління 26 липня 1776 року було створено два вікаріати — Марамороський і Сукмарський. 27 липня 1787 року до них додався третій — Кошицький, згодом перетворений на Пряшівський. А. Бачинський також розширив капітулу, до складу якої увійшло сім каноніків.

А. Ф. Бачинський

Мукачівсько-Ужгородська єпархія підпорядковувалась естергомському архієпископові. А. Бачинський намагався вийти з-під цієї юрисдикції (у зв'язку з постійними утисками угорською владою будь-якого прояву української ідентичності закарпатцями) і створити окрему митрополію для всіх руських, тобто українських, греко-католиків імперії Габсбургів: і Закарпаття, і Королівства Галичини та Володимирії. Мукачівський ієрарх був головним кандидатом на митрополита в разі створення цієї церковної провінції. Проте план не втілили через рішучий протест угорських еліт, які твердили, що створення єдиної української митрополії буде образою угорських національних інтересів. Ці події додатково свідчили небажання угорської влади втрачати землі, де проживали українці, і які експлуатувалися як світською, так і церковною угорською владою. Тож було створено Галицьку митрополію, але без Мукачівської. 
1780 року владика остаточно переніс єпископську резиденцію з Мукачева до Ужгорода. 15 жовтня тут за участю королівського комісара було освячено кафедральний храм. Тут же владика заснував духовну семінарію у замку Другетів. П'ять професорів викладали руською (давньоукраїнською) та румунською мовами. На прохання А. Бачинського імператор Йосиф II виділив для семінаристів 60 стипендій.

## Організатор освіти
Бачинський розширює єпархіальну бібліотеку, яка за його життя налічувала дев'ять тисяч манускриптів та стародруків. Бібліотека ж забезпечувала усі парохії церковними книгами. Андрій Бачинський заклав основу єпархіального архіву «ради беспечнайшаго и достовернейшаго сохранения» документів з історії «церквей или парохій, или маєтностей их дотычутся». Єпископ домігся виділення додаткових місць для молодих закарпатців в навчальних закладах Буди, Відня, Трнави. Він разом зі львівським та перемишльським єпископами звернувся до імператора Йосифа II, в результаті чого той 9 березня 1787 року видав декрет про викладання окремих предметів у Львівському університеті руською (давньоукраїнською) мовою.
Оскільки паства А. Бачинського була майже суцільно неписьменною, він багато дбав про підготовку не лише священників, а й вчителів початкової школи. Першу учительську семінарію в Угорщині відкрито 1775 року. Уже 1777 року Андрій Бачинський домагається відкриття такого закладу й у себе. Справа дуже затяглася. Тим часом парох села Коритняни під Ужгородом організував у себе разові тримісячні курси для підготовки кількох вчителів. Зробивши перший випуск, він побачив, що вчителів не вистачає навіть для найближчих сіл, тому перетворив свої курси на постійні. Туди приїжджали охочі з усього краю. Єпископ радо підтримав цю ініціативу і 1793 року переніс курси до Ужгорода. Наступного року на основі їх в Ужгороді відкрито вчительську препарандію (семінарію) з руською (давньоукраїнською) мовою викладання. Це був перший такий заклад на всіх українських землях і другий в північній Угорщині (мається на увазі вже не угорські етнічні землі, бо північчю Угорщини тоді [і частково зараз] вважали сучасну територію Словацької Республіки, де в той час і тепер також проживали етнічні українці).
А.Бачинський вимагав освіти для всіх дітей від шести до чотирнадцяти років. Священники мали чотири рази на рік доповідати про кількість учнів. В селах, де було понад 50 підлітків, мали відкриватися окремі школи з викладанням материнською мовою. Для них в 1797 і 1799 роках було видано руський (давньоукраїнський) буквар. Своїми коштами єпископ утримував щороку 20 бідних гімназистів в Ужгороді, а найздібніших потім відправляв до тогочасних вишів. Крім того, у своїй єпископській кухні постійно годував до 24 сиріт. Стараннями владики до кінця його життя було повністю впорядковано початкові школи по всій єпархії. Тоді на Закарпатті налічувалося триста шкіл. 1806 року інспектор «угроруських шкіл» Д. Попович писав: «Переважна більшість відвіданих шкіл була в порядку і процвітала. Учителі були освічені, розмовляли різними мовами — руською (давньоукраїнською), угорською, латинською і німецькою, закінчили по 6-8 класів гімназії». Наш край різко виділився з-поміж інших українських земель за рівнем педагогічних кадрів. Про це свідчить хоча б такий факт. Найперший університет на Подніпровській Україні, Харківський, 1806 року запросив з Закарпаття дев'ять викладачів на вакантні посади. Якщо основу харківської професури склали ті, кого образно називають «учнями Сковороди», то свій вагомий внесок зробили й «учні Бачинського». Це А. Дудрович (у 1829—1830 роках був ректором Харківського університету), К. Павлович, брати Білевичі тощо.

## Книжні справи
Вкрай незадовільним лишалося забезпечення церков необхідною літературою, яка надходила зі Сходу. Вища церковна та й світська влади ставилися до таких книжок з підозрою. Тому усюди користувалися найрізноманітнішими виданнями зі Львова, Почаєва, Києва, Москви, а ще частіше — списками з них, що рясніли описками. Це почало впливати на відмінності у відправленні літургії. Аби уникнути цього, А. Бачинський 1792 року відправив двох ченців-василіян до Києво-Печерської Лаври, щоб вони з'ясували тамтешній обряд і вивчили усі відправи. На основі їхньої інформації владика прагнув усунути наявні в краї відхилення й уніфікувати церковні служби.
У 1804—1805 роках Бачинський видав у Буді п'ятитомну Біблію («Библія сиріч книги священнаго писанія ветхаго и новаго завіта»). Великий внесок у цю справу зробив і давній сподвижник єпископа Григорій Таркович, колишній парох Гайдудорога, а тоді — цензор університетської друкарні. Це видання було задумане ще 1794 року через те, що книги, які поступали на Закарпаття з Почаївської Лаври, були дуже дорогими. Після виходу ж власного видання А.Бачинський з радістю писав у циркулярі до священників: «Вже готова Біблія, тобто Книги св. Письм, видані нашою, руською мовою», що не тільки утвердить вірних у пізнанні правд віри і благочесті, а й допоможе «зберегти нашу материнську мову, письмо і національність».
А. Бачинський сприяв публікації історично-церковних творів Івана Пастелія і Йоаникія Базиловича. Ознайомившись з першим томом «Короткого нарису фундації Ф. Корятовича» Й. Базиловича, владика відкрив для останнього єпархіальний архів, завдяки чому було написано другий том. Таким чином, А.Бачинський постає як організатор історичної науки в краї.
1806 року він отримав запит зі столичної університетської друкарні, які книжки слід видати для народних шкіл, якою абеткою їх друкувати. Єпископ склав великий список, куди входили підручники добрих манер, християнської науки, пояснення літургії, арифметики, громадянських обов'язків тощо. Що ж до абетки, то позиція єпископа була твердою: його єпархія пише кирилицею, тому всі підручники мають друкуватися цим письмом, причому пристосованим до «рутенської», тобто української, мови, а не московської. У збереженні кирилиці він вбачав важливу запоруку проти денаціоналізації земляків: «Доки буде Аз, Буки, Веді — сего не буде». Перші три кириличні букви були і його ініціалами (Андрій Бачинський, Владика). Про чітку національну орієнтацію єпископа мовить і такий факт: ще 23 лютого 1787 року на його прохання Угорська намісницька рада затвердила для русинів (тогочасна самоназва українців на Закарпатті, яка свідчить про асоціацію себе як частини великого руського народу, тобто українців; не плутати з «русским», яким називають себе москвини) Покрови Богородиці як їхнє національно-церковне свято. Цей день був особливо шанований по всіх українських землях, зокрема в запорозьких козаків, більшість храмів яких були саме Покровськими.

## Останні роки життя
1808 року А. Бачинський тяжко захворів. Єпископом-помічником при ньому був призначений молодший брат покійного І. Брадача Михайло Брадач, що з 1777 року був настоятелем Ужгородського собору, потім каноніком.
Помер Андрій Бачинський 7 листопада 1809 року (за іншими даними — 19 грудня). Він першим з єпископів був похований в усипальниці під кафедральним храмом Ужгорода. Згідно з шематизмом (церковним переписом), опублікованим через два роки по смерті А.Бачинського, єпархія мала 560 472 вірних, понад 800 священників, 120 семінаристів, 7 монастирів, 75 монахів.

## Вшанування пам'яті
В пам'ять про Андрія Бачинського у містах Мукачево, Ужгород, Хуст названо вулиці, а також в Ужгороді є площа Андрія Бачинського.
2009 рік на Закарпатті оголошено роком Андрія Бачинського.